# Obříství
Obříství je obec v okrese Mělník ve Středočeském kraji. Rozkládá se asi sedm kilometrů jižně od Mělníka a pět kilometrů severozápadně od města Neratovice v katastrálních územích Obříství a Úpor. Žije zde přibližně 1 700 obyvatel.

## Historie
První písemná zmínka o obci pochází z roku 1290.
V obci Obříství (přísl. Dušníky, Semilkovice, 1187 obyvatel, poštovní úřad, telefonní úřad, telegrafní úřad, přístav, četnická stanice, katol. kostel, sbor dobrovolných hasičů) byly v roce 1932 evidovány tyto živnosti a obchody: 3 lékaři, biograf Sokol, výroba cementového zboží, cukrář, čalouník, 2 holiči, 7 hostinců, 3 koláři, dělnický konsum, košíkář, 2 kováři, krejčí, lakýrník, 2 půjčovny mlátiček, 3 obuvníci, 2 pekaři, stáčírna lahvového piva, pokrývač, 2 porodní asistentky, 14 rolníků, 3 řezníci, sedlář, 7 obchodů se smíšeným zbožím, Spořitelní a záložní spolek pro Obříství, švadlena, 3 trafiky, 2 truhláři, velkostatek Havelka, zahradník, zámečník, zednický mistr.

## Obyvatelstvo
| Rok            | 1869  | 1880  | 1890  | 1900  | 1910  | 1921  | 1930  | 1950  | 1961  | 1970  | 1980 | 1991 | 2001 | 2011  | 2021  |
| -------------- | ----- | ----- | ----- | ----- | ----- | ----- | ----- | ----- | ----- | ----- | ---- | ---- | ---- | ----- | ----- |
| Počet obyvatel | 1 029 | 1 068 | 1 112 | 1 117 | 1 161 | 1 083 | 1 227 | 1 064 | 1 114 | 1 028 | 953  | 917  | 915  | 1 219 | 1 567 |
| Počet domů     | 145   | 148   | 155   | 153   | 182   | 184   | 226   | 241   | 246   | 260   | 257  | 300  | 320  | 391   | 524   |

## Obecní správa

### Územněsprávní začlenění
Dějiny územněsprávního začleňování zahrnují období od roku 1850 do současnosti. V chronologickém přehledu je uvedena územně administrativní příslušnost obce v roce, kdy ke změně došlo:
- 1850 země česká, kraj Praha, politický i soudní okres Mělník[7]
- 1855 země česká, kraj Praha, soudní okres Mělník
- 1868 země česká, kraj Praha, politický i soudní okres Mělník
- 1939 země česká, Oberlandrat Mělník, politický i soudní okres Mělník[8]
- 1942 země česká, Oberlandrat Praha, politický i soudní okres Mělník[9]
- 1945 země česká, správní i soudní okres Mělník[10]
- 1949 Pražský kraj, okres Mělník[11]
- 1960 Středočeský kraj, okres Mělník
- 2003 Středočeský kraj, okres Mělník, obec s rozšířenou působností Neratovice

### Části obce
- Dušníky
- Obříství
- Semilkovice

### Obecní symboly
Znak a vlajka byly obci uděleny rozhodnutím předsedy Poslanecké sněmovny Parlamentu České republiky dne 11. května 2006.

## Doprava
Dopravní síť
- Pozemní komunikace – Obcí prochází silnice II/101 Brandýs nad Labem-Stará Boleslav - Neratovice - Obříství - Kralupy nad Vltavou - Kladno. Okrajem území obce prochází silnice I/9 Zdiby - Obříství - Mělník - Česká Lípa - Rumburk.
- Železnice – Železniční trať ani stanice na území obce nejsou. Na trati Kralupy – Neratovice existovala v minulosti stanice Obříství-Chlumín (není totožná se současnou zastávkou Chlumín), byla zrušena v roce 1881 a zůstal po ní název Na Staré štaci.
- Labská vodní cesta – v Obříství je na labské vodní cestě zdymadlo (plavební komora)[13] s elektrárnou.

Veřejná doprava 2012
- Autobusová doprava – V obci měly zastávky autobusové linky do těchto cílů: Brandýs nad Labem-Stará Boleslav, Kralupy nad Vltavou, Mělník, Mšeno, Neratovice, Praha, Štětí.

## Pamětihodnosti
- Památník Bedřicha Smetany

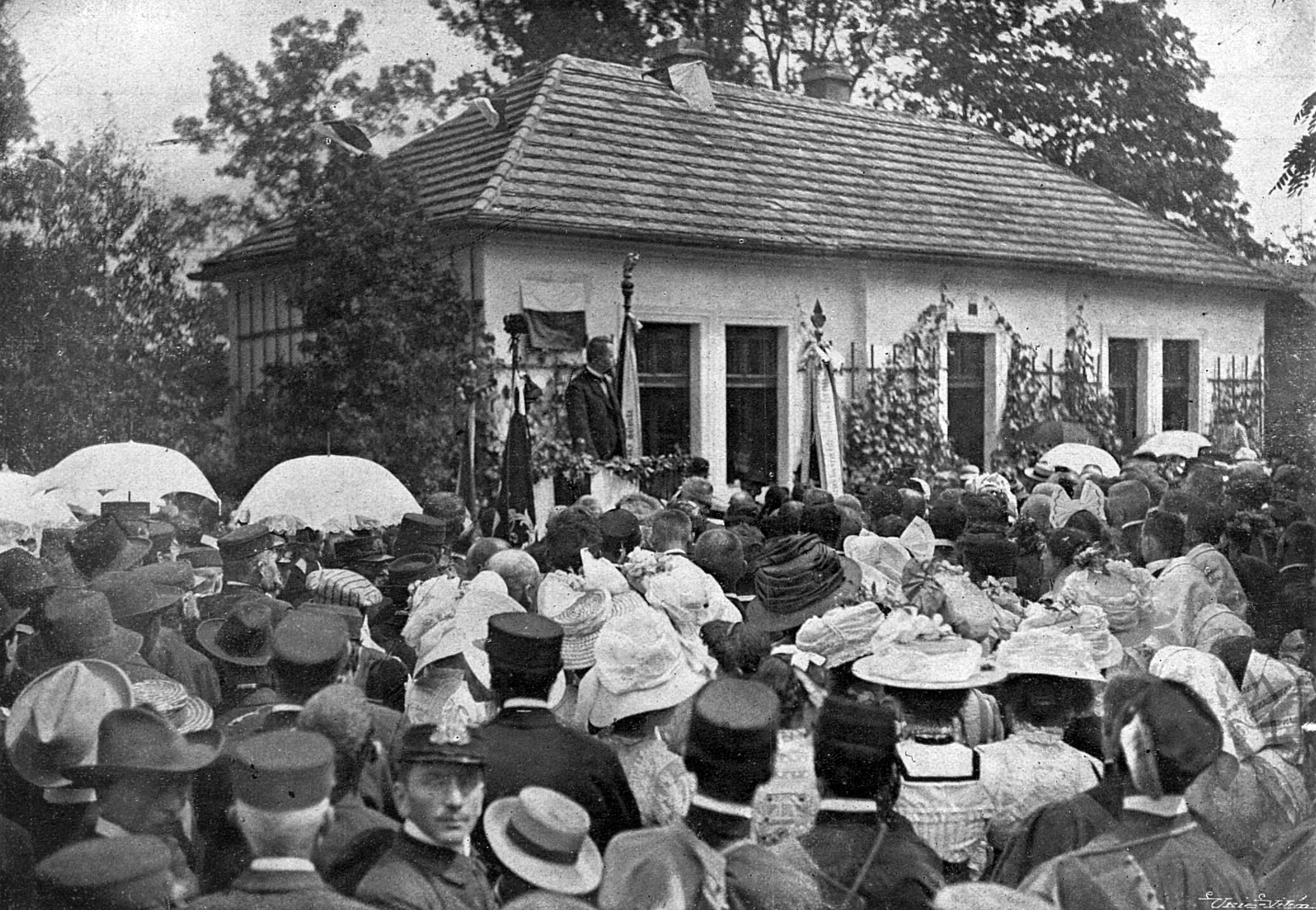
Slavnostní odhalení pamětní desky Svatopluka Čecha na jeho domě (1909)

- Památník Svatopluka Čecha s roubenkou
- Socha svatého Jana Nepomuckého na návsi
- Socha svaté Markéty na návsi
- Morový sloup se sochami světců na návsi
- Zámek Obříství s kostelem Narození svatého Jana Křtitele
- Boží muka
- Štěpánský most z roku 1912
- Štěpánský zámeček
- Labský jez

### Chráněná území
- Do katastrálního území obce zasahuje přírodní rezervace Úpor-Černínovsko.
- Jerlín v Obříství – jerlín japonský; roste před Památníkem Bedřicha Smetany

## Osobnosti
- Svatopluk Čech – básník a prozaik, v Obříství žil v letech 1895–1903
- Bedřich Smetana – hudební skladatel, žil v domě, ve kterém má muzeum, a podruhé se zde oženil

## Galerie

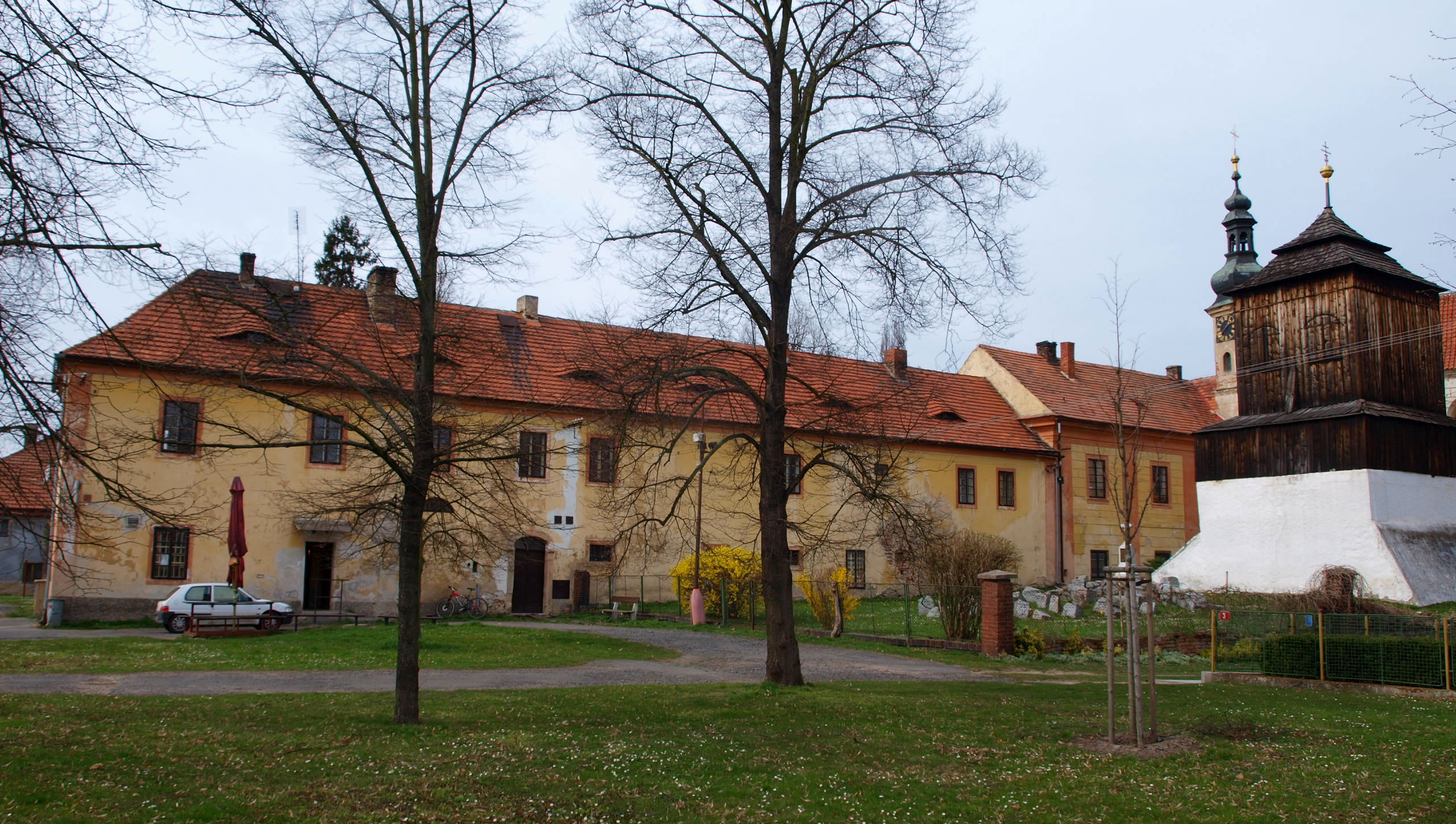
Zámek
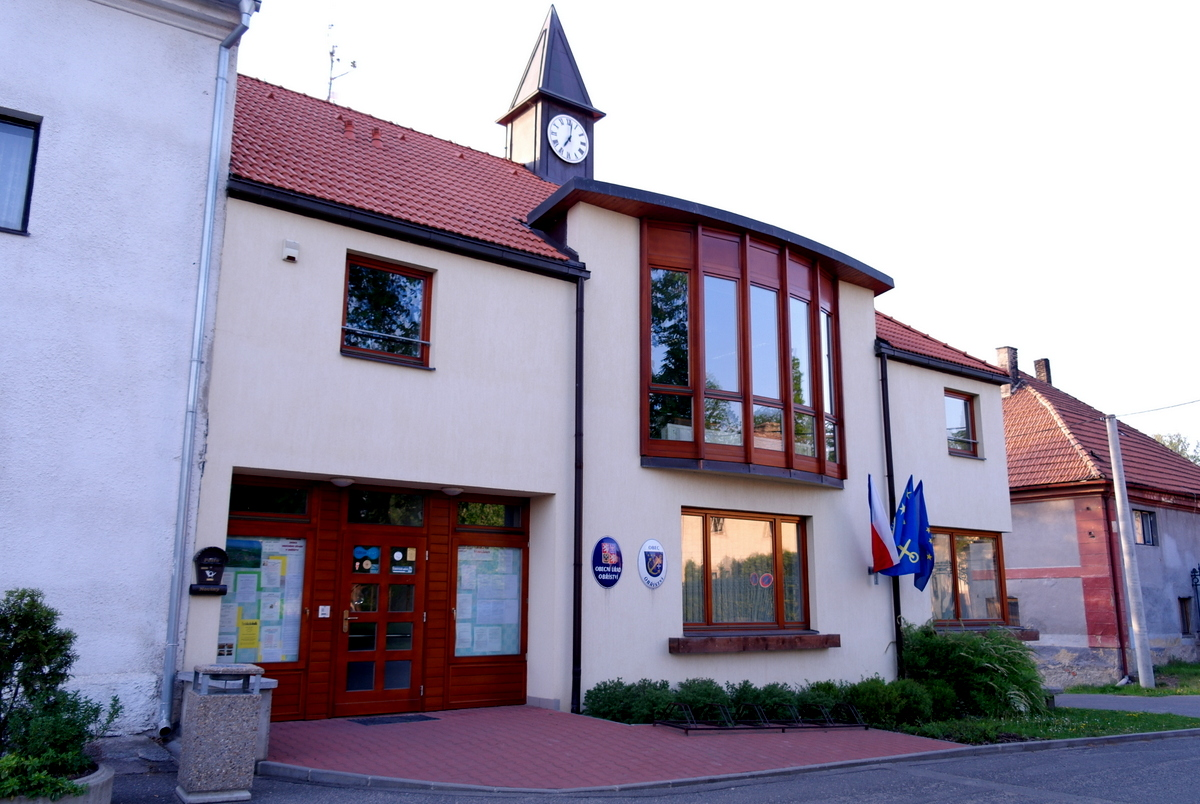
Obecní úřad
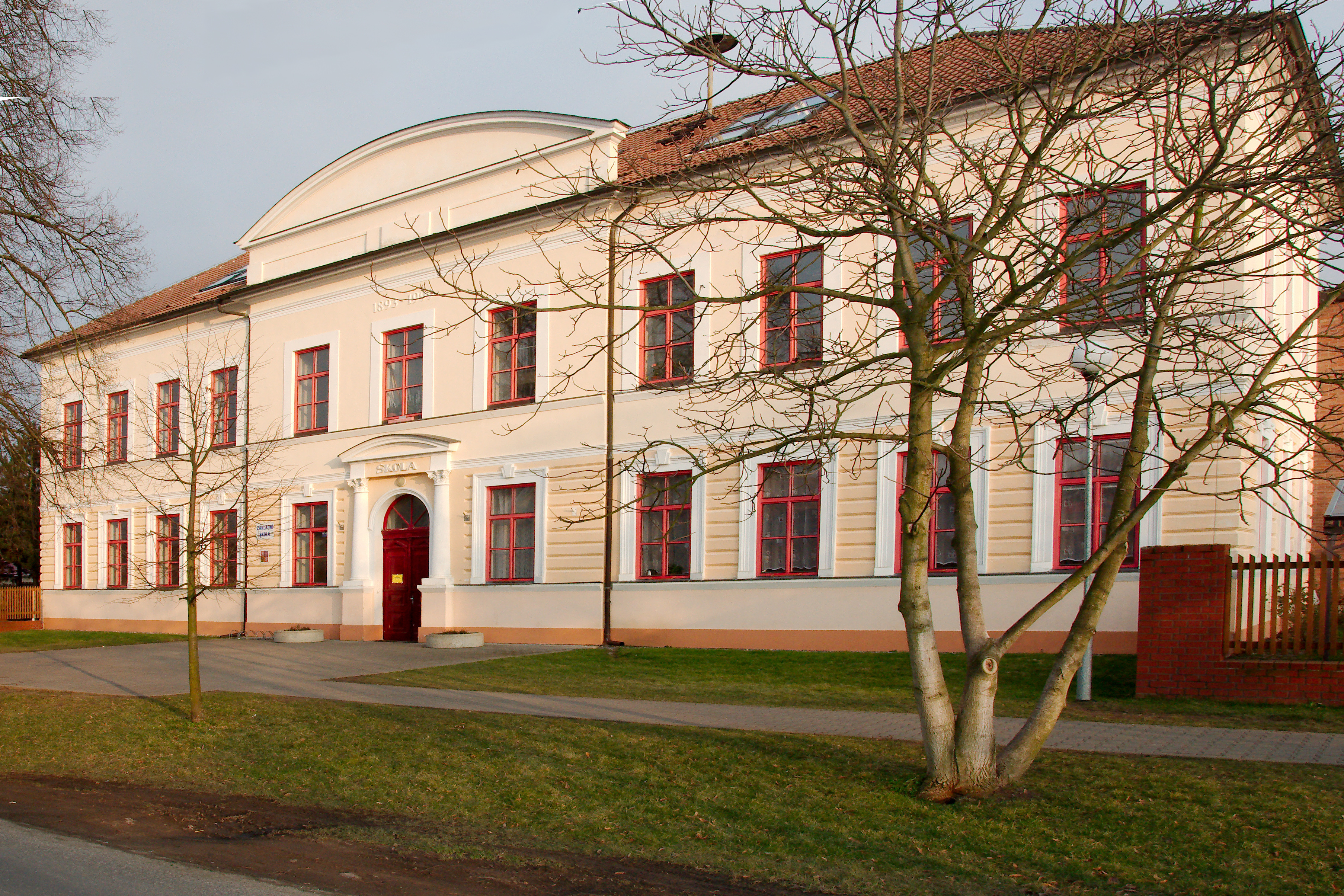
Základní škola
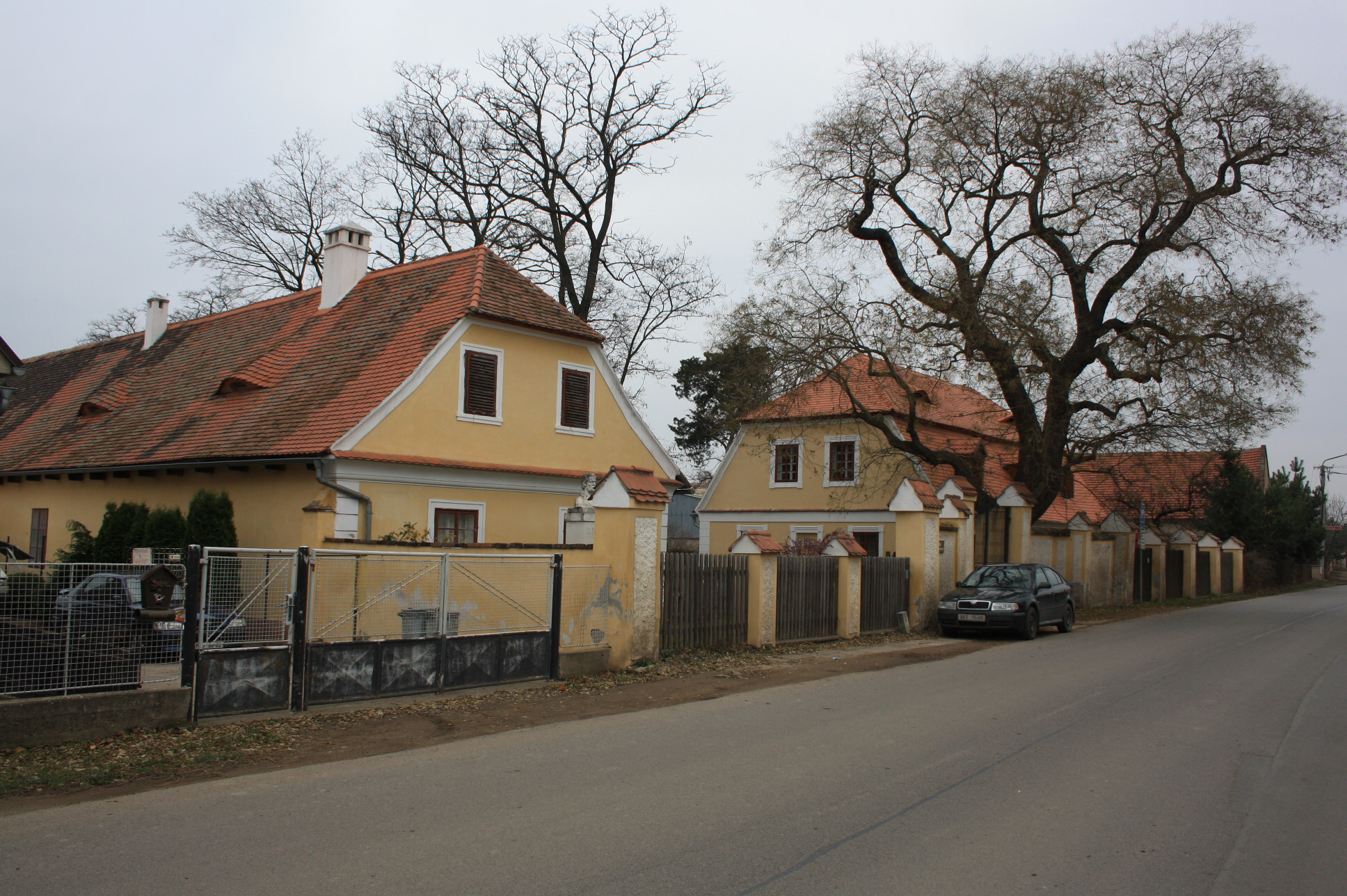
Památník Bedřicha Smetany
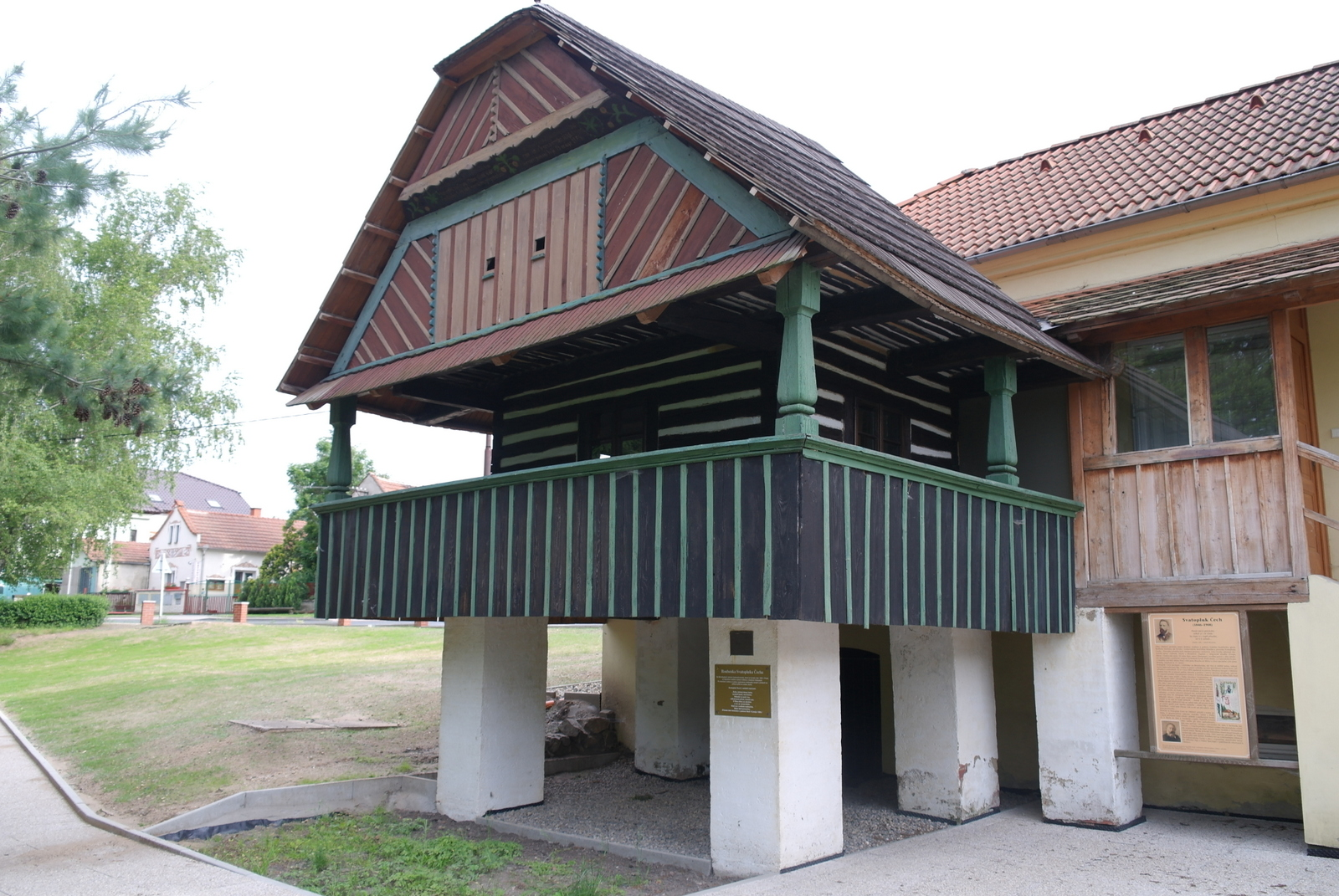
Roubenka Svatopluka Čecha
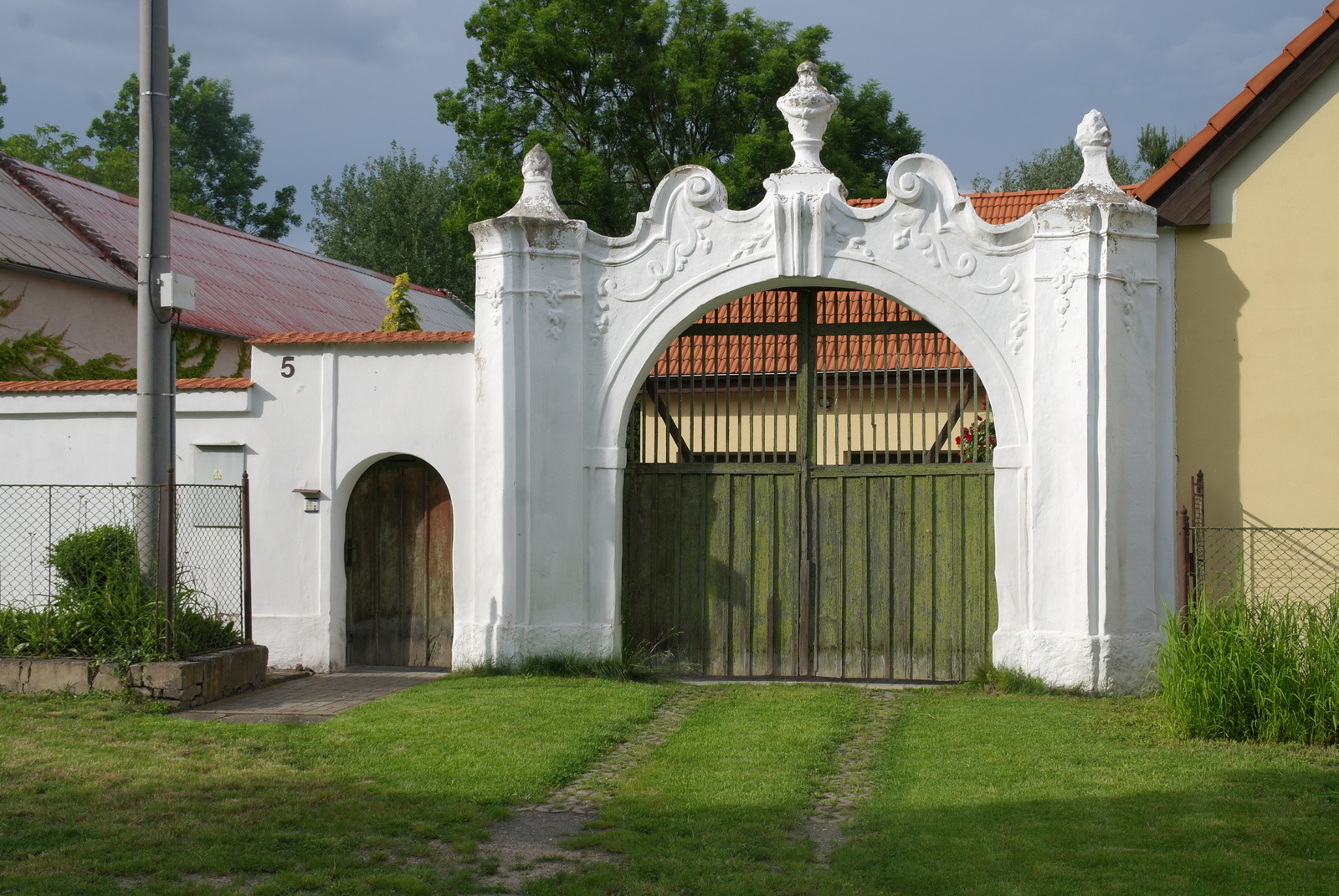
Brána usedlosti č. p. 5
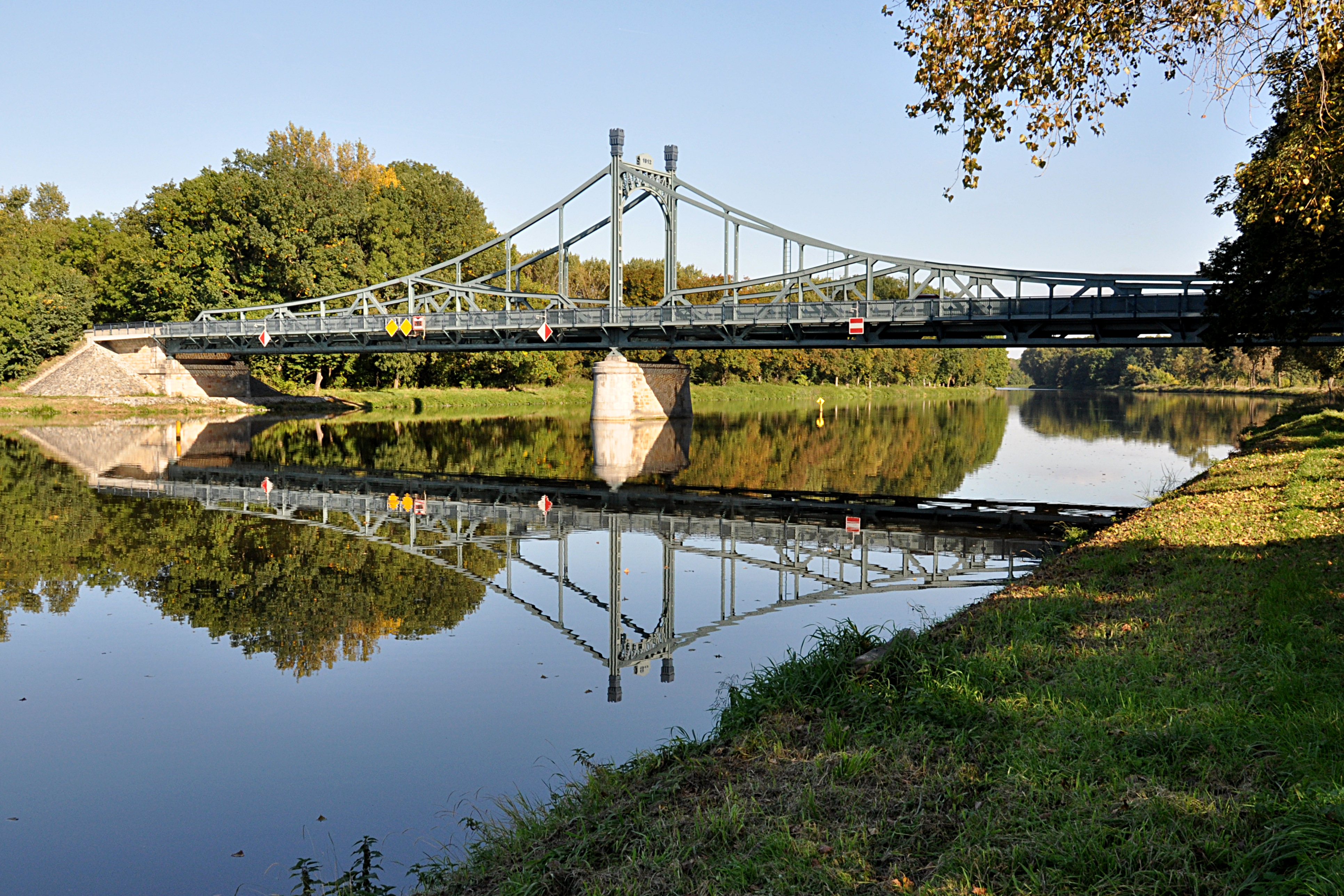
Štěpánský most přes Labe
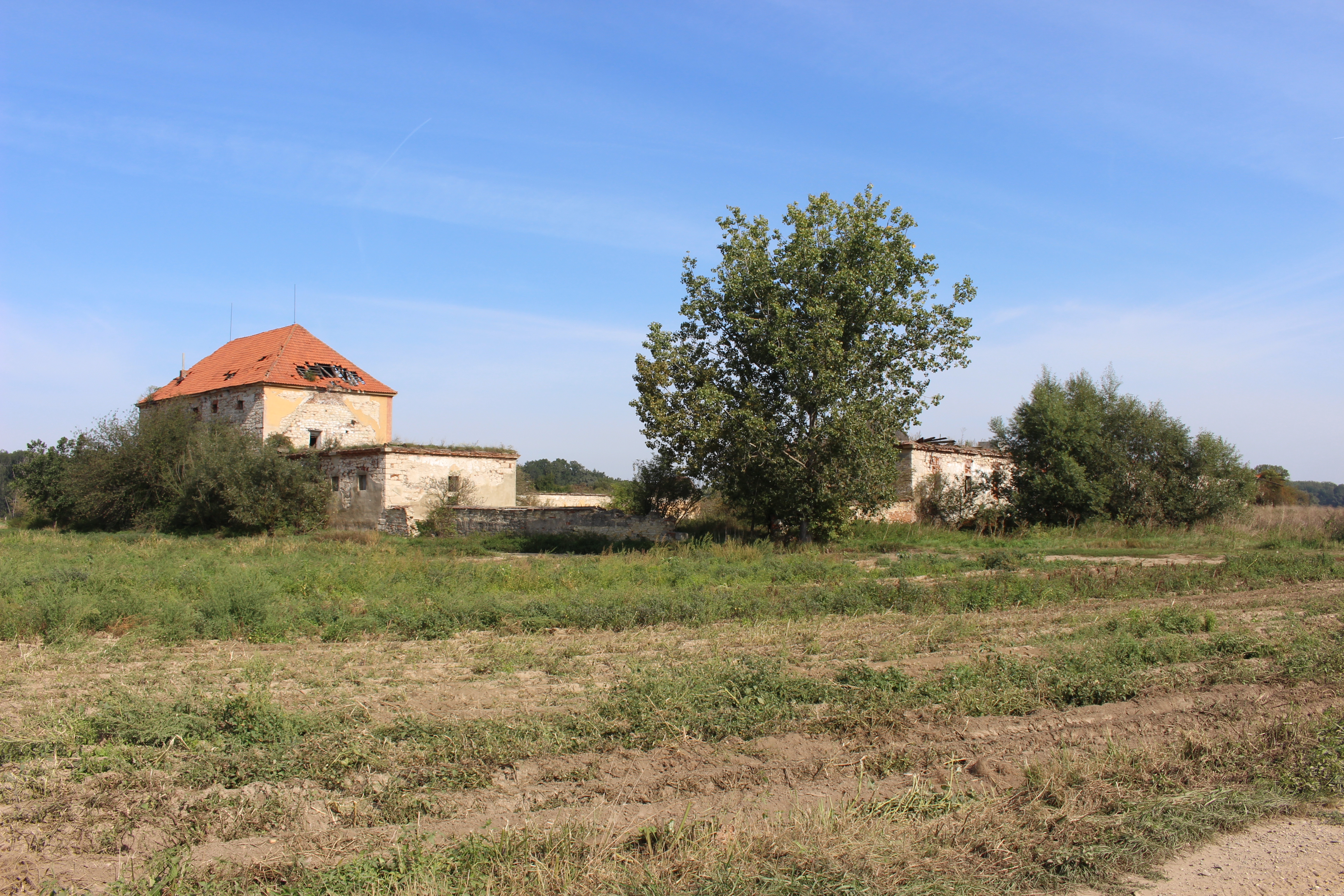
Opuštěný statek Úpor